# Proteriococcus acutispinatus
Proteriococcus acutispinatus är en insektsart som beskrevs av Borchsenius 1960. Proteriococcus acutispinatus ingår i släktet Proteriococcus och familjen filtsköldlöss. Inga underarter finns listade i Catalogue of Life.